# LUX Prize
Премія «Люкс» Європейського парламенту (англ. European Parliament LUX Prize) — кінематографічна нагорода (премія) Європейського парламенту, заснована 2007 року. Свою назву отримала від одиниці вимірювання освітленості «люкс». Метою премії LUX є висвітлення публічних дискусій щодо європейської інтеграції та сприяння поширенню європейських фільмів у Європейському Союзі.

## Критерії відбору
Фільми, що підлягають відбору, мають відповідати наступним критеріям:
- Художні чи документальні фільми (можуть бути анімованими);
- Мінімальна тривалість — 60 хвилин;
- Вироблені або спільно вироблені у країні Європейського Союзу, або в Ісландії, Ліхтенштейні, Норвегії чи Швейцарії;
- Фільм ілюструє універсальність європейських цінностей та різноманітність європейської культури, даючи уявлення про дискусію щодо процесу розбудови Європи;
- Вперше вийшов у проміжку між 1 травням минулого року та 1 червням поточного року.

## Відбір
Для першого вручення премії три фільми були вибрані групою з 17 членів, до складу якої увійшли, головним чином, люди, які працюють у сфері кінематографу, призначених Комітетом з питань культури та освіти Європейського парламенту. Кожен фільм демонструється дев'ять разів у Європейському парламенті в Брюсселі (Бельгія), у спеціально побудованому для цієї мети кінозалі на 90 місць.

## Журі
Лише 754 члени Європейського парламенту, які бачили всі три фільми під час показів, мають право голосу. Голосування відбувається електронним шляхом через сайт інтрамережі в Парламенті. Переможцем стає фільм, який отримує найбільшу кількість голосів.
Виробники десяти фільмів повинні надати до короткого списку їхні цифрові копії на DVD-дисках, посилання  на Vimeo або OpenDCP, для перегляду членами Європейського парламенту. 2015 року «Син Саула» був дискваліфікований через те, що виробники стрічки відмовилася виконувати цю вимогу через побоювання, що її копії були піратськими.

## Премія LUX
Переможець не отримує грошовий еквівалент нагороди. У свою чергу, Європейський парламент покриває витрати на переклад субтитрів для фільму на всі 23 офіційні мови ЄС та адаптує їх для людей з вадами зору та слуху.

## Номінанти та лауреати
| Рік  | Українська назва                   | Оригінальна назва             | Режисер                            | Країна                                | Дж.         |
| ---- | ---------------------------------- | ----------------------------- | ---------------------------------- | ------------------------------------- | ----------- |
| 2007 | На краю раю                        | Auf der anderen Seite         | Фатіх Акін                         | Німеччина Туреччина Італія            |             |
| 2007 | Чотири місяці, три тижні і два дні | 4 luni, 3 săptămâni şi 2 zile | Крістіан Мунджіу                   | Румунія                               |             |
| 2007 | Усе ще красуня                     | Усе ще красуня                | Мануел де Олівейра                 | Португалія                            |             |
| 2008 | Мовчання Лорни                     | Le Silence de Lorna           | Жан-Пєр та Люк Дарденни            | Бельгія Франція Німеччина Італія      |             |
| 2008 | Дельта                             | Дельта                        | Корнель Мундруцо                   | Німеччина Угорщина                    |             |
| 2008 | Громадянин Гавел                   | Občan Havel                   | Мирослав Янек та Павел Кутецький   | Чехія                                 |             |
| 2009 | Ласкаво просимо                    | Ласкаво просимо               | Філіпп Льоре                       | Франція                               |             |
| 2009 | Східні п'єси                       | Източни пиеси                 | Камен Калев                        | Болгарія Швеція                       |             |
| 2009 | Шторм                              | Sturm                         | Ганс-Крістіан Шмід                 | Німеччина Нідерланди Данія            |             |
| 2010 | Чужа                               | Die Fremde                    | Фео Аладаг                         | Німеччина Туреччина                   | [ 3 ] [ 4 ] |
| 2010 | Академія Платона                   | Akadimia Platonos             | Філліпос Цитос                     | Німеччина Греція                      | [ 3 ] [ 4 ] |
| 2010 | Нелегал                            | Illégal                       | Олів'є Массе-Депасс                | Бельгія                               | [ 3 ] [ 4 ] |
| 2011 | Сніги Кіліманджаро                 | Les Neiges du Kilimandjaro    | Робер Гедігян                      | Франція                               |             |
| 2011 | Аттенберг                          | Attenberg                     | Афіна Рахель Цангарі               | Греція                                |             |
| 2011 | Гра                                | Play                          | Рубен Естлунд                      | Швеція                                |             |
| 2012 | Лі та поет                         | Io sono Li                    | Андреа Сегре                       | Італія Франція                        |             |
| 2012 | Просто вітер                       | Csak a szél                   | Бенедек Флігауф                    | Угорщина Німеччина Франція            |             |
| 2012 | Табу                               | Tabu                          | Мігель Гомиш                       | Португалія Німеччина Бразилія Франція |             |
| 2013 | Розімкнене коло                    | The Broken Circle Breakdown   | Фелікс ван Ґронінґен               | Бельгія Нідерланди                    |             |
| 2013 | Мила                               | Miele                         | Валерія Голіно                     | Італія                                |             |
| 2013 | Велетень-егоїст                    | The Selfish Giant             | Кліо Барнард                       | Велика Британія                       |             |
| 2014 | Іда                                | Ida                           | Павел Павліковський                | Польща                                |             |
| 2014 | Ворог класу                        | Razredni sovražnik            | Рок Біцек                          | Словенія                              |             |
| 2014 | Дівоцтво                           | Bande de filles               | Селін Ск'ямма                      | Франція                               |             |
| 2015 | Мустанг                            | Mustang                       | Деніз Ґамзе Ерґювен                | Туреччина                             |             |
| 2015 | Середземномор'я                    | Mediterranea                  | Йонас Карпіньяно                   | Італія                                |             |
| 2015 | Урок                               | Урок                          | Крістіна Грозева та Петар Вилчанов | Болгарія                              |             |
| 2016 | Тоні Ердманн                       | Toni Erdmann                  | Марен Аде                          | Німеччина Австрія                     | [ 5 ]       |
| 2016 | Коли я відкриваю очі               | À Peine J'Ouvre Les Yeux      | Лейла Бузід                        | Туніс Франція Бельгія ОАЕ             | [ 5 ]       |
| 2016 | Життя Кабачка                      | Ma Vie de Courgette           | Клод Барра                         | Франція Швеція                        | [ 5 ]       |
| 2017 | Саамська кров                      | Sameblod                      | Аманда Кернелл                     | Швеція Данія Норвегія                 |             |
| 2017 | 120 ударів на хвилину              | 120 battements par minute     | Робен Кампійо                      | Франція                               |             |
| 2017 | Вестерн                            | Western                       | Валеска Грізебах                   | Німеччина                             |             |
| 2018 | Гірська жінка: на війні            | Kona fer í stríð              | Бенедикт Ерлінґссон                | Ісландія Франція Україна              | [ 6 ]       |
| 2018 | Зворотня сторона всього            | Druga strana svega            | Міла Турайлиіч                     | Сербія Франція Катар                  | [ 6 ]       |
| 2018 | Стікс                              | Styx                          | Вольфганг Фішер                    | Німеччина Австрія                     | [ 6 ]       |